# Петър Странчевски
Петър Иванов Странчевски е български офицер, контраадмирал.

## Биография
Роден е на 1 януари 1942 в София. Завършил е Суворовско народно училище, София (1952-1955 г.); гимназия с преподаване на английски език, София (1955-1960 г.); Висше военноморското училище (специалност «Корабни машини и механизми»), Варна  (1960-1965 г.); Военноморска академия (специалност «Командно-щабна, оперативно-тактическа за ВМФ”), Ленинград, СССР (1973-1976 г.); Военен курс “Международни отношения”, УНСС, София (02-05.1989 г.); Курс “Международно хуманитарно право и право на въоръжените конфликти”, Сан Ремо, Италия (04.1991 г.); Програма “Ролята на военнослужещите в демократичното общество”, САЩ (07.1991г.); Програма “Гражданско-военни отношения”, САЩ (07.1992 г.); Курс "Гражданско-военно взаимодействие в съвременните мироопазващи операции", Учебен център «Лестър Пирсън», Канада (02.2001 г.) и Курс "Гражданско-военно противодействие на тероризма», Монтерей, САЩ (05-06.2005 г.). 
Служебна дейност:  
лейтенант инж., механик на противопожарен кораб в 18-ти дивизион, Варна (1965-1967 г.); 
анализатор в поделение 20440, Варна (1967-1973); 
анализатор и заместник-началник на разузнавателния отдел в Щаб ВМФ, Варна (1976-1987 г.); 
преподавател във ВНВМУ «Н.Й. Вапцаров» (катедра «Тактика на ВМФ и морски оръжия»), Варна (1987-1988 г.); 
началник на направление „Военни аташета” в Отдела за международни връзки на Генералния щаб на БНА (1988-1991г.); 
През 1989 г. е вербуван за агент от III управление (военно контраразузнаване) на Държавна сигурност с псевдоним Камен.
съветник по Военноморските сили във Военния кабинет на Президента на Република България д-р Желю Желев (1992-1993 г.); получава звание контраадмирал (05.05.1992 г.); 
офицер за връзка с НАТО и ЗЕС (Западноевропейския съюз) и аташе по отбраната в Белгия, Брюксел (1993-1996 г.); 
аташе по отбраната в Белгия, Холандия и Люксембург, Брюксел (1996-1997 г.); 
и.д. директор на “Центъра за стратегически изследвания” – МО (1998-1999) г.); 
освободен от кадрова военна служба (16.02.2000 г.); 
Oт 2000 до 2002 г. е главен експерт, и директор на дирекция «Управление на собствеността», МВнР (01.2002 г.); 
секретар по националната отбрана на Президента на Република България г-н Георги Първанов (24.01.2002-23.04.2007 г.).
Притежава звание „Военен преводач” по руски, английски и немски език. 
Той е републикански шампиони рекордьор, „Майстор на спорта”  по плуване (1961-1965 г.).
Член е на борда на директорите на Атлантическия клуб в България (1992-1993 г.); на Съюза на офицерите и сержантите от запаса и резерва (от май 2007 г.); председател на Клуб «Военни моряци» към Столичната организация на СОСЗР (от 01.2020 г.).
Награждаван е със златен медал за отличен успех от ВМА, Ленинград, СССР (1976 г.); награден знак «За принос към Министерството на отбраната» от министъра на отбраната (2009 г.) и почетна грамота за активна организационна и военно-патриотична дейност на Клуб «Военни моряци» от председателя на СОСЗР (16.09.2021 г.).
Снет на 1 януари 2007 от запаса поради навършване на пределна възраст за генерали – 65 г.
Починал на 25.06.2025 г